# Luis Mariano

Luis Mariano

Mariano Eusebio González y García (Irun, 13 augustus 1914 – Parijs, 14 juli 1970), bekend onder zijn artiestennaam Luis Mariano, was een Baskische zanger van Spaanse nationaliteit, die voornamelijk in het Frans zong en ook het grootste deel van zijn leven in Frankrijk (in het Noord-Baskische Arcangues) heeft doorgebracht.
Hij werd in Irun in Baskenland geboren als en stond als kleine jongen reeds in de schijnwerpers: die van de auto's in zijn vaders garage waar hij met zijn zus Maria Luisa "theater speelde". Tijdens de Spaanse Burgeroorlog vluchtte de familie naar Frankrijk. Daar ontdekte men zijn vocale begaafdheid. Luis studeerde aan het conservatorium van Bordeaux, startte een carrière in de opera maar schakelde vlug over naar de operette als lievelingstenor van de componist Francis Lopez. Met La Belle de Cadix uit 1946 vestigden beiden definitief hun naam. Lopez gaf nieuw bloed aan de operette en schiep een genre dat paste in de tijd van film en televisie: veel actie, een luxueuze enscenering, mooie kostuums, gemakkelijke muziek, een afwisseling van komische en meer sentimentele scènes, het geheel gekruid met de ritmen van bolero, tango, fandango, flamenco en paso doble. Luis Mariano speelde de sympathieke Latin Lover, zong smachtend of opgewekt, al naargelang, en werd in een mum van tijd dé lieveling van het publiek. Zijn vertolkingen van nummers uit La Belle de Cadix, Andalusië of Le Chanteur de Mexico, waarin Luis Mariano het nummer Mexico zong, werden echte hits. De Zangeres Zonder Naam had in Nederland tweemaal een hit met een Nederlandstalige versie. Toen enkele van die operettes ook verfilmd werden met Luis Mariano in de rol van jeune premier werd zijn populariteit zo groot dat hij door de politie beschermd moest worden. En dat was maar goed ook want eigenlijk was hij homoseksueel (hij ontwierp zelf zijn extravagante kleren) en al die vrouwelijke belangstelling kon hem dus eigenlijk gestolen worden. Hij leefde echter in een tijd dat men onmogelijk "uit de kast" kon komen, dus "hij moest het er maar mee doen".

## Overlijden en na zijn dood
In december 1969 zong hij de creatie van La Caravelle d'or in het Théâtre du Châtelet, maar nadat hij een ziekte had opgelopen, waarschijnlijk een slecht gediagnosticeerde hepatitis, gaf hij zijn rol na een paar maanden op nadat hij flauw was gevallen op het podium.
Op 14 juli 1970 overleed Luis Mariano aan een hersenbloeding in het ziekenhuis Salpêtrière in Parijs.
Zijn graf op de begraafplaats van Arcangues wordt vijftig jaar na zijn dood nog steeds bezocht en versierd met bloemen door zijn fans.
In 1996 verscheen de Belgische film Le huitième jour (Jaco Van Dormael), waarin Luis Mariano (vertolkt door Laszlo Harmati) en zijn muziek een prominente rol kregen toebedeeld.